# Episodi di Succession (prima stagione)
La prima stagione della serie televisiva Succession, composta da 10 episodi, è stata trasmessa in prima visione negli Stati Uniti su HBO dal 3 giugno al 5 agosto 2018.
In Italia, la stagione è andata in onda sul canale satellitare Sky Atlantic dal 30 ottobre al 27 novembre 2018.
| n° | Titolo originale              | Titolo italiano                  | Prima TV USA   | Prima TV Italia  |
| -- | ----------------------------- | -------------------------------- | -------------- | ---------------- |
| 1  | Celebration                   | Il compleanno                    | 3 giugno 2018  | 30 ottobre 2018  |
| 2  | Shit Show at the Fuck Factory | Casino nella fabbrica dei casini | 10 giugno 2018 | 30 ottobre 2018  |
| 3  | Lifeboats                     | La strategia delle scialuppe     | 17 giugno 2018 | 6 novembre 2018  |
| 4  | Sad Sack Wasp Trap            | La cena di beneficenza           | 24 giugno 2018 | 6 novembre 2018  |
| 5  | I Went to Market              | Voto di sfiducia                 | 1º luglio 2018 | 13 novembre 2018 |
| 6  | Which Side Are You On?        | Da che parte stai?               | 8 luglio 2018  | 13 novembre 2018 |
| 7  | Austerlitz                    | Terapia familiare                | 15 luglio 2018 | 20 novembre 2018 |
| 8  | Prague                        | Addio al celibato                | 22 luglio 2018 | 20 novembre 2018 |
| 9  | Pre-Nuptial                   | La vigilia delle nozze           | 29 luglio 2018 | 27 novembre 2018 |
| 10 | Nobody Is Ever Missing        | Nessuno si perde mai             | 5 agosto 2018  | 27 novembre 2018 |

## Il compleanno
- Titolo originale: Celebration
- Diretto da: Adam McKay
- Scritto da: Jesse Armstrong

### Trama
Logan Roy (Brian Cox), il patriarca del conglomerato mediatico globale Waystar RoyCo, sta per festeggiare il suo ottantesimo compleanno. La salute di Logan sembra in declino; si sveglia nel cuore della notte completamente disorientato e urina sul tappeto. Viene accudito da Marcia (Hiam Abbass), la sua terza moglie.
Il secondogenito di Logan, Kendall (Jeremy Strong), tenta di acquisire la startup mediatica Vaulter dal suo CEO Lawrence Yee (Rob Yang), ma Yee disprezza personalmente i Roy e dice a Kendall che non ha alcun interesse a vendere. Determinato nonostante tutto, Kendall crede che verrà annunciato come erede dell'azienda al compleanno di Logan.
Altrove, il lontano pronipote di Logan, Greg Hirsch (Nicholas Braun), viene licenziato dal suo lavoro in uno dei parchi a tema di Waystar dopo aver fumato marijuana e vomitato attraverso il suo costume da mascotte. La madre di Greg, Marianne, gli dice di volare a New York per il compleanno di Logan in modo che possa chiedere un lavoro migliore in azienda. Mentre tenta di salvare l'acquisizione di Vaulter, Kendall è sorpreso di vedere suo padre arrivare in ufficio; Logan fa firmare a Kendall alcuni documenti che apparentemente riguardano il passaggio di consegne di suo figlio come CEO. Più tardi quel giorno, i Roy si riuniscono nell'appartamento di Logan per il pranzo di compleanno. Logan riceve regali dal figlio maggiore Connor (Alan Ruck), un eccentrico che non è coinvolto negli affari di famiglia; dal suo terzo figlio, il viziato e immaturo Roman (Kieran Culkin); da sua figlia Siobhan "Shiv" (Sarah Snook), una consulente politica; e dal fidanzato servile di Shiv, Tom Wambsgans (Matthew Macfadyen). Greg si presenta a Logan, che accetta di dargli un lavoro se il nonno di Greg e il fratello di Logan, Ewan (James Cromwell), contattano personalmente Logan per chiederglielo. Kendall arriva e tenta di riconciliarsi con la sua ex moglie Rava (Natalie Gold) e i loro due figli, che lo hanno lasciato a causa del suo abuso di droga.
Logan prende da parte i suoi figli e li sorprende chiedendo loro di firmare dei documenti che daranno a Marcia due seggi nel consiglio di amministrazione dell'azienda. Kendall protesta, ma Logan gli dice che sono gli stessi documenti che Kendall ha già firmato e che non si dimetterà affatto. Dopo pranzo, Logan decide di far volare la famiglia per la loro tradizionale partita di softball di compleanno. Alla partita, Kendall offre a Roman e Shiv una controproposta nominandolo successore di Logan e nominando loro due co-COO, ma loro lo respingono immediatamente. Roman accetta di firmare il piano originale di suo padre se viene nominato COO, sostituendo il vice di Logan da tempo, Frank Vernon (Peter Friedman). Logan accetta e licenzia Frank durante la partita. Un risentito Kendall lascia la partita e chiama uno dei suoi contatti mediatici per diffondere voci pubbliche sulla salute cagionevole di Logan. Senza un giocatore, Roman lo sostituisce con il figlio del custode. Offre al ragazzo un milione di dollari se colpisce un home run e scrive persino un assegno, solo per strapparlo in faccia al ragazzo una volta che viene messo fuori gioco da Tom. L'assistente di Logan fa firmare alla famiglia del custode un accordo di non divulgazione e gli dà l'orologio Patek Philippe che Tom ha regalato a Logan pochi istanti prima.
Mentre torna a Manhattan in aereo, gli altri fratelli Roy litigano con Logan riguardo al coinvolgimento di Marcia nel trust. Tuttavia, Logan improvvisamente subisce un ictus emorragico, crolla e viene portato d'urgenza in ospedale. Kendall viene a conoscenza delle condizioni di suo padre solo dopo aver concesso a Yee un pacchetto significativo di denaro, azioni e una posizione nel consiglio di amministrazione per chiudere il suo accordo. Yee minaccia di usare il suo nuovo potere per rovinare Kendall e la sua famiglia ora che Logan è fuori gioco.

## Casino nella fabbrica dei casini
- Titolo originale: Shit Show at the Fuck Factory
- Diretto da: Mark Mylod
- Scritto da: Tony Roche

### Trama
I figli Roy sono in disaccordo su chi dovrebbe prendere il controllo di Waystar in seguito all'incapacità di Logan: Roman e Connor vogliono firmare i documenti per rispetto dei desideri del padre, mentre Kendall crede che dovrebbe diventare CEO, e Shiv si oppone sulla base di dubbi sul ruolo di Marcia in azienda. Marcia manda Greg a recuperare gli oggetti di Logan dal suo appartamento. Roman chiede a Greg di portare i documenti per il cambio di fiducia, ma Shiv ordina il contrario; Alla fine Greg decide di non portare i documenti. Il fidanzato di Shiv, Tom Wambsgans, gli fà la proposta in ospedale e lei accetta. Alla fine si concorda che Kendall dovrebbe diventare CEO ad interim di Waystar con Roman come COO. Il consulente generale di Waystar, Gerri Kellman, informa Kendall che Logan ha un debito di 3 miliardi di dollari a causa della sua espansione nei parchi. Logan si sveglia nel suo letto d'ospedale.

## La strategia delle scialuppe
- Titolo originale: Lifeboats
- Diretto da: Mark Mylod
- Scritto da: Jonathan Glatzer

### Trama
Kendall apprende che uno dei creditori della holding di famiglia di Waystar ha il diritto di chiedere il rimborso completo del debito di 3 miliardi di dollari di Logan se le azioni di Waystar scendono al di sotto di 130 dollari per azione. Dopo un tentativo fallito di negoziare con la banca, Kendall chiede aiuto a Stewy Hosseini, suo amico del college che ora è un investitore di private equity. Stewy accetta di iniettare 4 miliardi di dollari in Waystar in cambio di azioni e un posto nel consiglio di amministrazione della società. Tuttavia, Greg in seguito vede Stewy incontrare Sandy Furness, il nemico di Logan che vuole prendere il controllo di Waystar. Kendall sta anche cercando di riparare il suo matrimonio con la sua ex moglie Rava, ma dopo una notte insieme lei conferma di aver già assunto un avvocato divorzista. Shiv chiede a Nate Sofrelli, un collega politico ed ex fidanzato, di eseguire un controllo sui precedenti di Marcia. Kendall fa visita a Logan in convalescenza per informarlo che le azioni di Waystar sono scese sotto i 130 dollari, ma che i suoi sforzi hanno evitato un maggiore declino finanziario. Logan tuttavia disapprova.

## La cena di beneficenza
- Titolo originale: Sad Sack Wasp Trap
- Diretto da: Adam Arkin
- Scritto da: Anna Jordan

### Trama
I Roy si preparano per il gala annuale di fondazione dell'azienda. Frank viene riassunto per fare da mentore a Roman nella sua posizione di COO. Dopo aver iniziato il suo nuovo ruolo come capo della divisione Parks and Cruises della Waystar, Tom riceve documenti segreti che confermano un massiccio insabbiamento dei crimini commessi durante le crociere della compagnia, tra cui violenza sessuale e potenziale omicidio. In preda al panico, confida queste informazioni a Greg. Al gala di beneficenza, Connor nota dei cambiamenti nella trascrizione del discorso di Kendall, portandolo a credere erroneamente che Kendall abbia intenzione di annunciare il ritiro di Logan. Lo dice a Logan, che decide di fare un discorso al posto di Kendall annunciando che tornerà al suo ruolo di CEO. Tom ha intenzione di rendere pubblico lo scandalo delle crociere, ma Gerri lo sconsiglia durante il gala. Tom accusa con rabbia Greg di aver fatto la spia a Gerri riguardo allo scandalo, cosa che Greg nega. Tuttavia, Gerri in seguito ringrazia Greg in privato, confermando di averle rivelato l'informazione.

## Voto di sfiducia
- Titolo originale: I Went to Market
- Diretto da: Adam Arkin
- Scritto da: Georgia Pritchett

### Trama
Marcia invita Ewan, il fratello di Logan, al Ringraziamento, e Greg si reca in Canada per andare a prendere Ewan. Logan vuole acquisire in modo aggressivo più stazioni di notizie locali per Waystar, contro il consiglio dei suoi figli e del suo avvocato. Kendall complotta per tenere una voto di sfiducia contro suo padre a causa del suo comportamento irregolare. Tom manda Greg a distruggere i documenti aziendali relativi allo scandalo delle crociere, ma Greg ne fa segretamente delle copie. Durante la cena, scoppia una discussione tra Logan ed Ewan sull'azienda e sui valori della famiglia, ed Ewan se ne va, avvertendo Greg di non fidarsi dei Roy. Mentre se ne va, Kendall suggerisce a Ewan - che è nel consiglio di amministrazione di Waystar - la possibilità di un'acquisizione della società, ma Ewan si rifiuta di cospirare contro suo fratello. La cena va a pezzi dopo che Logan colpisce il figlio di Kendall, Iverson, durante una partita. Il comportamento di Logan convince Gerri a sostenere Kendall nel suo voto di sfiducia.

## Da che parte stai?
- Titolo originale: Wich Side Are You On?
- Diretto da: Andrij Parekh
- Scritto da: Susan Soon He Stanton

### Trama
Mentre si avvicina il voto di sfiducia contro Logan, Kendall lavora per riunire il maggior numero possibile di azionisti di Waystar dalla sua parte. Roman aiuta convincendo Lawrence, che è ancora in contrasto con Kendall, a schierarsi dalla sua parte. Nel frattempo, Logan arriva a Washington. per incontrare il Presidente degli Stati Uniti d'America, ma l'incontro viene interrotto all'ultimo minuto a causa di una possibile minaccia terroristica. Logan è furioso e crede di essere stato snobbato.
Shiv cena con il suo ex fidanzato e collega politico Nate, che gli propone la possibilità di lavorare per il nemico politico di Logan nella sua campagna presidenziale. Shiv trascorre poi la notte nell'appartamento di Nate, sebbene in una stanza separata; i due rimangono comunque attratti sessualmente l'uno dall'altra nonostante siano entrambi fidanzati.
Tom decide di premiare Greg per aver apparentemente distrutto i documenti relativi ai comportamenti scorretti sulle crociere della compagnia offrendogli una cena costosa. Greg, tuttavia, è costretto a cenare prima con il nonno Ewan mentre è ancora a New York. Ewan informa Greg che è lì per partecipare al voto contro Logan e gli consiglia di rimanere fuori dalla questione. Greg poi partecipa alla sua seconda cena della serata con Tom e menziona il voto; Tom è sorpreso, non essendo stato informato in precedenza, e chiama Kendall per aggiornarsi sulla situazione.
Nel frattempo, Kendall fa visita a un ignaro Logan e ha una cena amichevole a casa sua su richiesta di Marcia. La mattina seguente, vola a Long Island per assicurarsi il voto dell'anziano membro del consiglio di amministrazione Ilona Shinoy, che è ancora ambivalente sull'allontanare Logan. Kendall riesce a convincerla dalla sua parte, ma non riesce a tornare a Manhattan, che è temporaneamente diventata una no-fly zone a seguito della minaccia terroristica. Kendall tenta di prendere un taxi per tornare negli uffici di Waystar, ma rimane bloccato nel traffico e decide di affrettarsi a piedi verso il luogo del voto.
Mentre Kendall corre verso l'edificio della compagnia, Frank convoca una riunione del consiglio di amministrazione e tende un'imboscata a Logan con il voto di sfiducia; Kendall legge la sua dichiarazione memorizzata al telefono per ufficializzare la mozione. Frank tenta di rinviare il voto fino all'arrivo di Kendall, ma Logan viola la politica aziendale rifiutandosi di lasciare la stanza e invece rimprovera numerosi membri del consiglio di amministrazione (tra cui Roman) per schierarsi dalla sua parte. Lawrence e Stewy si astengono dal voto, considerandolo una disputa familiare, mentre Ewan si schiera dalla parte di suo fratello nonostante i suoi scrupoli morali su Logan e la sua compagnia. Kendall finalmente arriva in sala riunioni, ma Logan lo licenzia insieme a tutti gli altri che hanno votato a favore della mozione, incluso Frank. Un devastato Kendall viene scortato fuori dall'edificio dalla sicurezza. Più tardi nel corso della giornata, il Presidente richiama Logan dopo che la minaccia terroristica è rientrata; Logan osserva di aver avuto a che fare con "terroristi suoi".

## Terapia familiare
- Titolo originale: Austerlitz
- Diretto da: Miguel Arteta
- Scritto da: Lucy Prebble

### Trama
Kendall ha interrotto le comunicazioni con il resto della sua famiglia e sta citando in giudizio Logan per il suo licenziamento da Waystar. I tabloid suggeriscono che Kendall, un tossicodipendente in via di guarigione, abbia avuto una ricaduta, ma Kendall insiste senza convinzione con Rava di non averlo fatto. Nel frattempo, nel tentativo di rimediare alla sua immagine pubblica dopo il fallimento del voto di sfiducia, Logan accetta una sessione di terapia familiare di un fine settimana ad Austerlitz nel il ranch di Connor in New Mexico, a cui Kendall sceglie di non partecipare.
La prima sessione di terapia, condotta dallo psicologo delle celebrità Dr. Alon Parfit, si rivela infruttuosa. Shiv lascia Austerlitz per incontrare il senatore degli Stati Uniti e candidato presidenziale Gil Eavis, un convinto politico di sinistra che si oppone fermamente a Logan e alla sua compagnia. Nate ha cercato di persuadere Shiv a lavorare al fianco di lui per la campagna elettorale di Eavis. Shiv considera l'idea più seriamente dopo aver incontrato Eavis e ha un incontro sessuale con Nate nella sua auto.
Kendall alla fine arriva in New Mexico e si unisce ad alcuni locali in una sbornia di cocaina e metanfetamina. Nel frattempo, anche il resto della sessione di terapia si rivela inefficace e Parfit viene ricoverato in ospedale dopo essersi tuffato di testa in una piscina poco profonda e aversi rotto diversi denti anteriori. Logan decide di dare a Roman maggiori responsabilità mettendolo a capo della supervisione del lancio di un satellite aziendale dal Giappone. Roman, preoccupato per il benessere di suo fratello, va a prendere Kendall dalla sua ricaduta quella notte e lo riporta al ranch.
Kendall torna a trovare il resto della famiglia in una accesa discussione. Logan denigra Tom e rimprovera Shiv per aver incontrato il suo rivale Eavis, facendola piangere. Logan ammette anche di aver messo in giro storie sui tabloid sull'uso di droga di Kendall prima della sua effettiva ricaduta. Ancora pesantemente intossicato, Kendall accusa suo padre di risentire il privilegio in cui li ha cresciuti nei confronti dei suoi figli e provoca quasi una lite fisica quando respinge con noncuranza gli abusi subiti da Logan per mano dello zio Noah. Marcia interrompe la discussione e Connor ammette a Logan di sentirsi "usato" da suo padre trasformando Austerlitz in un altro palcoscenico per combattere i suoi conflitti aziendali.
La mattina seguente, il resto dei figli Roy lascia Austerlitz e Connor dice alla sua fidanzata escort Willa che vuole rendere la loro relazione esclusiva, a cui Willa acconsente con poca convinzione. Logan fa una nuotata privata con la sola presenza di Marcia, rivelando visibili cicatrici sulla schiena, apparentemente dagli abusi subiti durante l'infanzia.

## Addio al celibato
- Titolo originale: Prague
- Diretto da: S. J. Clarkson
- Scritto da: Jon Brown

### Trama
Roman viene incaricato di organizzare l'addio al celibato di Tom. Sebbene inizialmente voglia ospitarlo a Praga, Stewy lo invita a una festa segreta sotterranea tenuta all'interno di una stazione ferroviaria abbandonata di New York dove si mescolano potenti figure del mondo degli affari e dei media. Logan incarica Greg di garantire la sicurezza di Kendall in mezzo al suo rinnovato abuso di droga. Tom è inizialmente attratto dall'atmosfera sfrenata e sessuale della festa, ma inizia a dubitare della sua relazione con Shiv, ignaro della sua relazione in corso con Nate. Alla fine viene provocato da Roman ad avere un rapporto sessuale con una donna alla festa. Shiv incontra Logan per cena, dove lui lascia intendere di sapere della sua relazione. Shiv, percependo questo come una velata minaccia, si rifiuta di smettere di lavorare per Gil. Marcia chiama in seguito Shiv per dirle che Logan non parteciperà al matrimonio di Shiv e Tom. Alla festa, Kendall incontra Stewy e Sandy, che vogliono acquistare la sua quota in Waystar per mezzo miliardo di dollari. Un vendicativo Kendall propone invece un'acquisizione ostile che gli concederà una partecipazione di controllo nella società e lo nominerà CEO

## La vigilia delle nozze
- Titolo originale: Pre-Nuptial
- Diretto da: Mark Mylod
- Scritto da: Jesse Armstrong

### Trama
I Roy si riuniscono in un castello inglese in preparazione per il matrimonio di Shiv e Tom. Shiv crede che Logan non sarà presente, ma Logan decide di partecipare per evitare cattiva pubblicità. Kendall, Roman e Shiv si riuniscono con la loro madre Caroline, la seconda moglie di Logan. Tom è sorpreso di scoprire che Tabitha, la donna che gli ha fatto una fellatio al suo addio al celibato, ora sta uscendo con Roman. Nate incontra Tom e gli racconta della sua storia con Shiv. Tom affronta Shiv per la sua infedeltà, ma lei lo nega e invece chiede di conoscere i dettagli dello scandalo delle crociere, sperando di usarlo come munizione politica per Gil. Greg vede più tardi Shiv e Nate insieme, ma quando tenta di riferire i suoi sospetti a Tom il mattino seguente, Tom lo attacca. Shiv dice a Gerri che lascerà lo scandalo delle crociere segreto purché ATN, la rete di notizie di destra di Waystar, smetta di diffamare Gil per il suicidio di sua moglie. Gil e Logan concordano una tregua a queste condizioni. A Kendall, Stewy e Sandy dicono che la loro acquisizione di Waystar è stata anticipata al giorno del matrimonio di Shiv, poiché avrebbero avuto più leva su Logan mentre lui è fuori dal paese.

## Nessuno si perde mai
- Titolo originale: Nobody Is Ever Missing
- Diretto da: Mark Mylod
- Scritto da: Jesse Armstrong

### Trama
Il giorno del matrimonio di Shiv e Tom, la famiglia si riunisce per le foto mentre Kendall e Stewy si isolano per finalizzare l'annuncio della loro offerta di acquisizione di Waystar RoyCo. Kendall consegna i documenti ufficiali a Logan, confermando che si tratta effettivamente di un "bear hug". Logan è furioso e caccia Kendall dalla sua stanza, ma subito dopo inizia a correre ai ripari con il suo team legale.
Prima del ricevimento, Roman si scusa per andare in bagno per guardare la trasmissione in diretta del lancio di un satellite giapponese, che Logan aveva posto sotto la sua responsabilità. Tuttavia, il razzo esplode sulla rampa di lancio. Roman finge poi di essere sorpreso quando Gerri lo affronta al riguardo. Nel frattempo, Connor informa Willa che intende candidarsi alla presidenza degli Stati Uniti. Un Logan stressato si unisce alla folla in mezzo alla sua crisi legale e licenzia con rabbia un giovane cameriere per avergli versato dello champagne sul braccio. Il cameriere viene immediatamente accolto con un NDA e un accordo economico.
Il ricevimento di nozze inizia quella notte e i Roy pronunciano i loro discorsi per Shiv e Tom. Logan raduna i suoi figli in un'altra stanza per informarli dell'offerta di acquisizione di Kendall, infuriandoli tutti. Kendall arriva poco dopo e conferma i suoi piani, apparentemente indifferente alla rabbia dei suoi fratelli. Successivamente, chiede ripetutamente a Stewy della cocaina, ma Stewy rifiuta per preservare la concentrazione di Kendall per la notte.
Roman è sollevato nell'apprendere da Gerri che nessuno è morto nell'esplosione del razzo. Connor annuncia le sue ambizioni presidenziali ai suoi fratelli. Kendall incontra Greg fuori dal castello, che rivela di aver conservato copie dei documenti relativi ai crimini sulle crociere di Waystar e li usa come leva per richiedere una posizione migliore all'interno dell'azienda. Kendall è impressionato e accetta le richieste di Greg. Shiv e Tom tornano nella loro camera da letto, dove Shiv confida a Tom di sentirsi più adatta a una relazione non monogamica e ammette la sua relazione con Nate. Tom la perdona ed espelle Nate dal matrimonio.
Kendall vaga fuori dal castello in cerca di droga e incontra Andrew "Doddy" Dodds, il cameriere che Logan aveva licenziato in precedenza. Il cameriere si fa di ketamina e ne offre un po' a Kendall, ma prima di partecipare anche lui, Kendall si rende conto che non è cocaina e insiste sul fatto che ha bisogno di un po' di coca invece. Nonostante qualche piccola protesta per non poter guidare sotto l'effetto di sostanze stupefacenti, Kendall si offre di guidare fino al contatto di Dodds per procurarsi la cocaina. Mentre si avvicinano a un ponte, sterzano per evitare di investire un cervo, facendo finire l'auto in acqua nelle vicinanze. Incapace di salvare Dodds dall'annegamento, Kendall fugge dalla scena e torna al matrimonio sotto shock. Avendo perso la sua tessera magnetica nell'incidente, Kendall irrompe nella sua stessa camera da letto, fa la doccia e si riunisce alla folla per mantenere le apparenze con la sua famiglia.
La polizia indaga sul caso il mattino seguente e recupera la chiave della stanza di Kendall sul luogo dell'incidente. Logan inventa una storia di copertura suggerendo che Dodds abbia rubato la tessera magnetica di Kendall, ma in privato dice a Kendall di sapere che è lui il responsabile. Logan promette di farla franca se Kendall annulla l'acquisizione e frequenta la riabilitazione. Kendall obbedisce e scoppia a piangere tra le braccia di suo padre.